# Foudia
A Foudia a madarak osztályának verébalakúak (Passeriformes) rendjébe és a szövőmadárfélék (Ploceidae) családjába tartozó nem.

## Rendszerezés
A nemet Heinrich Gottlieb Ludwig Reichenbach német botanikus és ornitológus írta le 1850-ben, az alábbi fajok tartoznak ide:
- Seychelle-szigeteki fodi (Foudia sechellarum)
- rodriguezi fodi (Foudia flavicans)
- mauritiusi fodi (Foudia rubra)
- vörösfejű fodi (Foudia eminentissima)
- aldabrai fodi (Foudia aldabrana)
- madagaszkári vörös fodi (Foudia madagascariensis)
- erdei fodi (Foudia omissa)
- réunioni fodi (Foudia delloni) – kihalt[3]